# Château de Saint-Seurin-d'Uzet
Le château de Saint-Seurin-d'Uzet est situé à Chenac-Saint-Seurin-d'Uzet en Charente-Maritime.

## Historique
Le premier château est construit au XIVe siècle. Il est reconstruit en 1784 sous la direction de l'architecte Étienne Massioux.
L'immeuble est inscrit au titre des monuments historiques par arrêté du 17 août 2012.